# Marillion/Diskografie
Diese Diskografie ist eine Übersicht über die musikalischen Werke der britischen Rockband Marillion. Den Schallplattenauszeichnungen zufolge hat sie bisher mehr als 2,2 Millionen Tonträger verkauft, davon alleine in ihrer Heimat über 1,5 Millionen. Ihre erfolgreichste Veröffentlichung ist das Studioalbum Misplaced Childhood mit über 1,1 Millionen verkauften Einheiten.
Es sind nur Alben und Singles enthalten, die offiziell im Handel erschienen sind; nicht enthalten sind die, die nur über ihre Homepage bzw. ihre eigene Plattenfirma veröffentlicht wurden, es sei denn, sie konnten die Charts erreichen.

## Alben

### Studioalben
| Jahr | Titel                               | Höchstplatzierung, Gesamtwochen, AuszeichnungChartplatzierungen (Jahr, Titel, Platzierungen, Wochen, Auszeichnungen, Anmerkungen) | Höchstplatzierung, Gesamtwochen, AuszeichnungChartplatzierungen (Jahr, Titel, Platzierungen, Wochen, Auszeichnungen, Anmerkungen) | Höchstplatzierung, Gesamtwochen, AuszeichnungChartplatzierungen (Jahr, Titel, Platzierungen, Wochen, Auszeichnungen, Anmerkungen) | Höchstplatzierung, Gesamtwochen, AuszeichnungChartplatzierungen (Jahr, Titel, Platzierungen, Wochen, Auszeichnungen, Anmerkungen) | Höchstplatzierung, Gesamtwochen, AuszeichnungChartplatzierungen (Jahr, Titel, Platzierungen, Wochen, Auszeichnungen, Anmerkungen) | Anmerkungen                              |
| Jahr | Titel                               | DE | AT | CH | UK | US | Anmerkungen                              |
| ---- | ----------------------------------- | --- | --- | --- | --- | --- | ---------------------------------------- |
| 1983 | Script for a Jester’s Tear          | DE5 a (2 Wo.)DE | — | — | UK7 Platin · (32 Wo.)UK | US175 (7 Wo.)US | Erstveröffentlichung: 13. März 1983      |
| 1984 | Fugazi                              | DE4 b (12 Wo.)DE | — | CH13 b (1 Wo.)CH | UK5 Gold · (21 Wo.)UK | — | Erstveröffentlichung: 12. März 1984      |
| 1985 | Misplaced Childhood                 | DE3 Platin · (45 Wo.)DE | — | CH6 Gold · (21 Wo.)CH | UK1 Platin · (42 Wo.)UK | US47 (35 Wo.)US | Erstveröffentlichung: 17. Juni 1985      |
| 1987 | Clutching at Straws                 | DE3 Gold · (24 Wo.)DE | AT16 (4 Wo.)AT | CH3 (12 Wo.)CH | UK2 Gold · (16 Wo.)UK | US103 (11 Wo.)US | Erstveröffentlichung: 22. Juni 1987      |
| 1989 | Season’s End                        | DE11 (13 Wo.)DE | — | CH11 (6 Wo.)CH | UK7 Platin · (4 Wo.)UK | — | Erstveröffentlichung: 25. September 1989 |
| 1991 | Holidays in Eden                    | DE10 (21 Wo.)DE | — | CH17 (11 Wo.)CH | UK7 (7 Wo.)UK | — | Erstveröffentlichung: 24. Juni 1991      |
| 1994 | Brave                               | DE17 (12 Wo.)DE | — | CH21 (9 Wo.)CH | UK10 (4 Wo.)UK | — | Erstveröffentlichung: 7. Februar 1994    |
| 1995 | Afraid of Sunlight                  | DE52 (8 Wo.)DE | — | — | UK16 (3 Wo.)UK | — | Erstveröffentlichung: 24. Juni 1995      |
| 1997 | This Strange Engine                 | DE14 (5 Wo.)DE | — | CH54 (1 Wo.)CH | UK27 (3 Wo.)UK | — | Erstveröffentlichung: 18. April 1997     |
| 1998 | Radiation                           | DE46 (2 Wo.)DE | — | — | UK35 (1 Wo.)UK | — | Erstveröffentlichung: 21. September 1998 |
| 1999 | marillion.com                       | DE55 (1 Wo.)DE | — | — | UK53 (1 Wo.)UK | — | Erstveröffentlichung: 18. Oktober 1999   |
| 2001 | Anoraknophobia                      | DE42 (2 Wo.)DE | — | — | — | — | Erstveröffentlichung: 7. Mai 2001        |
| 2004 | Marbles                             | DE56 (1 Wo.)DE | — | — | — | — | Erstveröffentlichung: 3. Mai 2004        |
| 2007 | Somewhere Else                      | DE36 (1 Wo.)DE | — | CH83 (1 Wo.)CH | UK24 (1 Wo.)UK | — | Erstveröffentlichung: 9. April 2007      |
| 2008 | Happiness Is the Road               | — | — | — | — | — | Erstveröffentlichung: 20. Oktober 2008   |
| 2009 | Less Is More                        | — | — | — | — | — | Erstveröffentlichung: 2. Oktober 2009    |
| 2012 | Sounds That Can’t Be Made           | DE29 (2 Wo.)DE | AT51 (1 Wo.)AT | CH58 (1 Wo.)CH | UK43 (1 Wo.)UK | — | Erstveröffentlichung: 17. September 2012 |
| 2016 | F. E. A. R. (Fuck Everyone and Run) | DE10 (3 Wo.)DE | AT43 (1 Wo.)AT | CH15 (2 Wo.)CH | UK4 (2 Wo.)UK | — | Erstveröffentlichung: 23. September 2016 |
| 2019 | With Friends from the Orchestra     | DE69 (1 Wo.)DE | — | CH85 (1 Wo.)CH | — | — | Erstveröffentlichung: 29. November 2019  |
| 2022 | An Hour Before It’s Dark            | DE2 (4 Wo.)DE | AT25 (1 Wo.)AT | CH6 (3 Wo.)CH | UK2 (1 Wo.)UK | — | Erstveröffentlichung: 4. März 2022       |

### Livealben
| Jahr | Titel                                               | Höchstplatzierung, Gesamtwochen, AuszeichnungChartplatzierungen (Jahr, Titel, Platzierungen, Wochen, Auszeichnungen, Anmerkungen) | Höchstplatzierung, Gesamtwochen, AuszeichnungChartplatzierungen (Jahr, Titel, Platzierungen, Wochen, Auszeichnungen, Anmerkungen) | Höchstplatzierung, Gesamtwochen, AuszeichnungChartplatzierungen (Jahr, Titel, Platzierungen, Wochen, Auszeichnungen, Anmerkungen) | Höchstplatzierung, Gesamtwochen, AuszeichnungChartplatzierungen (Jahr, Titel, Platzierungen, Wochen, Auszeichnungen, Anmerkungen) | Höchstplatzierung, Gesamtwochen, AuszeichnungChartplatzierungen (Jahr, Titel, Platzierungen, Wochen, Auszeichnungen, Anmerkungen) | Anmerkungen                                               |
| Jahr | Titel                                               | DE | AT | CH | UK | US | Anmerkungen                                               |
| ---- | --------------------------------------------------- | --- | --- | --- | --- | --- | --------------------------------------------------------- |
| 1984 | Real to Reel                                        | DE38 (10 Wo.)DE | — | — | UK8 Gold · (22 Wo.)UK | — | Erstveröffentlichung: November 1984                       |
| 1988 | The Thieving Magpie                                 | DE19 (16 Wo.)DE | — | CH18 (7 Wo.)CH | UK25 Gold · (6 Wo.)UK | — | Erstveröffentlichung: 29. November 1988                   |
| 1996 | Made Again                                          | — | — | — | UK37 (2 Wo.)UK | — | Erstveröffentlichung: März 1996                           |
| 2011 | Live from Cadogan Hall                              | DE56 (1 Wo.)DE | — | — | — | — | Erstveröffentlichung: 18. Februar 2011 Verkäufe: + 20.000 |
| 2014 | A Sunday Night Above the Rain                       | DE77 (1 Wo.)DE | — | — | — | — | Erstveröffentlichung: 26. Juni 2014                       |
| 2017 | Marbles in the Park                                 | DE60 (1 Wo.)DE | — | — | — | — | Erstveröffentlichung: 20. Januar 2017                     |
| 2018 | All One Tonight – Live at the Royal Albert Hall     | DE21 (5 Wo.)DE | — | — | — | — | Erstveröffentlichung: 27. Juli 2018                       |
| 2021 | With Friends at St David’s                          | DE27 (1 Wo.)DE | — | CH62 (1 Wo.)CH | — | — | Erstveröffentlichung: 28. Mai 2021                        |
| 2024 | An Hour Before It’s Dark: Live in Port Zélande 2023 | DE39 (1 Wo.)DE | — | — | — | — | Erstveröffentlichung: 21. Juni 2024                       |

Weitere Livealben
- 2002: Anorak in the UK
- 2005: Marbles Live
- 2009: Recital of the Script
- 2009: Live from Loreley
- 2013: Early Stages: The Highlights
- 2013: Somewhere in London
- 2017: Marbles in the Park
- 2018: Holiday in Eden Live
- 2018: Size Matters
- 2018: Unplugged at The Walls
- 2018: Tumbling Down the Years
- 2018: Smoke
- 2018: Mirrors
- 2018: All One Tonight
- 2018: Happiness is Cologne
- 2018: Popular Music
- 2019: Live in Glasgow
- 2019: Brave Live 2013

### Kompilationen
| Jahr | Titel                            | Höchstplatzierung, Gesamtwochen, AuszeichnungChartplatzierungen (Jahr, Titel, Platzierungen, Wochen, Auszeichnungen, Anmerkungen) | Höchstplatzierung, Gesamtwochen, AuszeichnungChartplatzierungen (Jahr, Titel, Platzierungen, Wochen, Auszeichnungen, Anmerkungen) | Höchstplatzierung, Gesamtwochen, AuszeichnungChartplatzierungen (Jahr, Titel, Platzierungen, Wochen, Auszeichnungen, Anmerkungen) | Höchstplatzierung, Gesamtwochen, AuszeichnungChartplatzierungen (Jahr, Titel, Platzierungen, Wochen, Auszeichnungen, Anmerkungen) | Höchstplatzierung, Gesamtwochen, AuszeichnungChartplatzierungen (Jahr, Titel, Platzierungen, Wochen, Auszeichnungen, Anmerkungen) | Anmerkungen                          |
| Jahr | Titel                            | DE | AT | CH | UK | US | Anmerkungen                          |
| ---- | -------------------------------- | --- | --- | --- | --- | --- | ------------------------------------ |
| 1986 | Brief Encounter                  | DE42 (9 Wo.)DE | — | — | — | US67 (10 Wo.)US | Erstveröffentlichung: Juni 1986      |
| 1988 | B’Sides Themselves               | — | — | — | UK64 (6 Wo.)UK | — | Erstveröffentlichung: 4. Januar 1988 |
| 1992 | A Singles Collection – 1982-1992 | DE46 (10 Wo.)DE | — | CH38 (1 Wo.)CH | UK27 (2 Wo.)UK | — | Erstveröffentlichung: 8. Juni 1992   |
| 1997 | The Best of Both Worlds          | — | — | — | UK88 (1 Wo.)UK | — | Erstveröffentlichung: Februar 1997   |

Weitere Kompilationen
- 1996: Essential Collection
- 2003: The Best of Marillion
- 2014: Best Sounds

### Remixalben
- 1998: Tales from the Engine Room (mit The Positive Light)

## Singles
| Jahr | Titel Album                                      | Höchstplatzierung, Gesamtwochen, AuszeichnungChartplatzierungen (Jahr, Titel, Album, Platzierungen, Wochen, Auszeichnungen, Anmerkungen) | Höchstplatzierung, Gesamtwochen, AuszeichnungChartplatzierungen (Jahr, Titel, Album, Platzierungen, Wochen, Auszeichnungen, Anmerkungen) | Höchstplatzierung, Gesamtwochen, AuszeichnungChartplatzierungen (Jahr, Titel, Album, Platzierungen, Wochen, Auszeichnungen, Anmerkungen) | Höchstplatzierung, Gesamtwochen, AuszeichnungChartplatzierungen (Jahr, Titel, Album, Platzierungen, Wochen, Auszeichnungen, Anmerkungen) | Höchstplatzierung, Gesamtwochen, AuszeichnungChartplatzierungen (Jahr, Titel, Album, Platzierungen, Wochen, Auszeichnungen, Anmerkungen) | Anmerkungen                              |
| Jahr | Titel Album                                      | DE | AT | CH | UK | US | Anmerkungen                              |
| ---- | ------------------------------------------------ | --- | --- | --- | --- | --- | ---------------------------------------- |
| 1982 | Market Square Heroes –                           | — | — | — | UK53 (10 Wo.)UK | — | Erstveröffentlichung: 25. Oktober 1982   |
| 1983 | He Knows You Know Script for a Jester’s Tear     | — | — | — | UK35 (4 Wo.)UK | — | Erstveröffentlichung: 31. Januar 1983    |
| 1983 | Garden Party Script for a Jester’s Tear          | — | — | — | UK16 (7 Wo.)UK | — | Erstveröffentlichung: 6. Juni 1983       |
| 1984 | Punch and Judy Fugazi                            | — | — | — | UK29 (4 Wo.)UK | — | Erstveröffentlichung: 30. Januar 1984    |
| 1984 | Assassing Fugazi                                 | — | — | — | UK22 (5 Wo.)UK | — | Erstveröffentlichung: 30. April 1984     |
| 1985 | Kayleigh Misplaced Childhood                     | DE7 (18 Wo.)DE | — | CH19 (6 Wo.)CH | UK2 Silber · (14 Wo.)UK | US74 (8 Wo.)US | Erstveröffentlichung: 7. Mai 1985        |
| 1985 | Lavender Misplaced Childhood                     | DE39 (10 Wo.)DE | — | — | UK5 (9 Wo.)UK | — | Erstveröffentlichung: 27. August 1985    |
| 1985 | Heart of Lothian Misplaced Childhood             | DE51 (7 Wo.)DE | — | — | UK29 (7 Wo.)UK | — | Erstveröffentlichung: 18. November 1985  |
| 1987 | Incommunicado Clutching at Straws                | DE22 (10 Wo.)DE | — | CH23 (3 Wo.)CH | UK6 (7 Wo.)UK | — | Erstveröffentlichung: 11. Mai 1987       |
| 1987 | Sugar Mice Clutching at Straws                   | DE59 (4 Wo.)DE | — | — | UK22 (7 Wo.)UK | — | Erstveröffentlichung: 13. Juli 1987      |
| 1987 | Warm Wet Circles Clutching at Straws             | — | — | — | UK22 (7 Wo.)UK | — | Erstveröffentlichung: 26. Oktober 1987   |
| 1988 | Freaks (Live) The Thieving Magpie                | — | — | — | UK24 (5 Wo.)UK | — | Erstveröffentlichung: 21. November 1988  |
| 1989 | Hooks in You Seasons End                         | DE71 (6 Wo.)DE | — | — | UK30 (3 Wo.)UK | — | Erstveröffentlichung: 24. August 1989    |
| 1989 | Uninvited Guest Seasons End                      | — | — | — | UK53 (2 Wo.)UK | — | Erstveröffentlichung: 27. November 1989  |
| 1990 | Easter Seasons End                               | — | — | — | UK34 (2 Wo.)UK | — | Erstveröffentlichung: 19. März 1990      |
| 1991 | Cover My Eyes (Pain and Heaven) Holidays in Eden | DE73 (6 Wo.)DE | — | — | UK34 (4 Wo.)UK | — | Erstveröffentlichung: 23. Mai 1991       |
| 1991 | No One Can Holidays in Eden                      | — | — | — | UK26 (8 Wo.)UK | — | Erstveröffentlichung: 22. Juli 1991      |
| 1991 | Dry Land Holidays in Eden                        | — | — | — | UK34 (2 Wo.)UK | — | Erstveröffentlichung: 23. September 1991 |
| 1992 | Sympathy A Singles Collection – 1982-1992        | — | — | — | UK17 (3 Wo.)UK | — | Erstveröffentlichung: Mai 1992           |
| 1994 | The Hollow Man Brave                             | — | — | — | UK30 (3 Wo.)UK | — | Erstveröffentlichung: 14. März 1994      |
| 1994 | Alone Again in the Lap of Luxury Brave           | — | — | — | UK53 (4 Wo.)UK | — | Erstveröffentlichung: 25. April 1994     |
| 1995 | Beautiful Afraid of Sunlight                     | — | — | — | UK29 (2 Wo.)UK | — | Erstveröffentlichung: 29. Mai 1995       |
| 1997 | Man of a Thousand Faces This Strange Engine      | — | — | — | UK98 (1 Wo.)UK | — | Erstveröffentlichung: 2. Juni 1997       |
| 1998 | These Chains Radiation                           | — | — | — | UK78 (1 Wo.)UK | — | Erstveröffentlichung: 14. September 1998 |
| 2004 | You’re Gone Marbles                              | — | — | — | UK7 (3 Wo.)UK | — | Erstveröffentlichung: 19. April 2004     |
| 2004 | Don’t Hurt Yourself Marbles                      | — | — | — | UK16 (2 Wo.)UK | — | Erstveröffentlichung: 12. Juli 2004      |
| 2007 | See It Like a Baby Somewhere Else                | — | — | — | UK45 (1 Wo.)UK | — | Erstveröffentlichung: 26. März 2007      |
| 2007 | Thankyou Whoever You Are Somewhere Else          | — | — | — | UK15 (1 Wo.)UK | — | Erstveröffentlichung: 11. Juni 2007      |

Weitere Singles
- 1986: Lady Nina
- 1986: Welcome to the Garden Party
- 1994: The Great Escape
- 1997: 80 Days
- 2001: Between You and Me
- 2004: The Damage (Live)
- 2008: Whatever Is Wrong with You
- 2013: Carol of the Bells
- 2017: Living In F E A R
- 2021: Be Hard On Yourself
- 2022: Murder Machines

## Videoalben
| Jahr | Titel                                           | Höchstplatzierung, Gesamtwochen, AuszeichnungChartplatzierungen (Jahr, Titel, Platzierungen, Wochen, Auszeichnungen, Anmerkungen) | Höchstplatzierung, Gesamtwochen, AuszeichnungChartplatzierungen (Jahr, Titel, Platzierungen, Wochen, Auszeichnungen, Anmerkungen) | Höchstplatzierung, Gesamtwochen, AuszeichnungChartplatzierungen (Jahr, Titel, Platzierungen, Wochen, Auszeichnungen, Anmerkungen) | Höchstplatzierung, Gesamtwochen, AuszeichnungChartplatzierungen (Jahr, Titel, Platzierungen, Wochen, Auszeichnungen, Anmerkungen) | Höchstplatzierung, Gesamtwochen, AuszeichnungChartplatzierungen (Jahr, Titel, Platzierungen, Wochen, Auszeichnungen, Anmerkungen) | Anmerkungen                            |
| Jahr | Titel                                           | DE | AT | CH | UK | US | Anmerkungen                            |
| ---- | ----------------------------------------------- | --- | --- | --- | --- | --- | -------------------------------------- |
| 2011 | Live from Cadogan Hall                          | — | — | — | UK16 (3 Wo.)UK | — | Erstveröffentlichung: 18. Februar 2011 |
| 2017 | Marbles In The Park: Live 2015                  | — | — | — | UK20 (2 Wo.)UK | — | Erstveröffentlichung: 20. Januar 2017  |
| 2018 | All One Tonight – Live at the Royal Albert Hall | — | — | — | UK2 (45 Wo.)UK | — | Erstveröffentlichung: 27. Juli 2018    |

Weitere Videoalben
- 2002: The EMI Singles Collection
- 2003: Recital of the Script
- 2003: From Stoke Row to Ipanema
- 2004: Live from Loreley
- 2004: Brave
- 2004: Marbles on the Road
- 2007: Somewhere in London
- 2009: This Strange Convention
- 2011: Live in Montreal
- 2011: Holidays in Zelande
- 2013: Clocks Already Ticking
- 2013: Brave Live 2013

## Boxsets
- 2000: The Singles ’82 – ’88
- 2002: Singles Box - Volume 2 ’89 – ’95
- 2008: Early Stages (Official Bootleg Box Set) 1982-1987
- 2010: The Official Bootleg Box Set Volume 2

## Statistik

### Chartauswertung
|                     | DE     | AT    | CH     | UK     | US    |
| ------------------- | ------ | ----- | ------ | ------ | ----- |
| Nummer-eins-Alben   | DE—DE  | AT—AT | CH—CH  | UK1UK  | US—US |
| Top-10-Alben        | DE7DE  | AT—AT | CH3CH  | UK10UK | US—US |
| Alben in den Charts | DE28DE | AT4AT | CH15CH | UK21UK | US4US |

|                       | DE    | AT    | CH    | UK     | US    |
| --------------------- | ----- | ----- | ----- | ------ | ----- |
| Nummer-eins-Singles   | DE—DE | AT—AT | CH—CH | UK—UK  | US—US |
| Top-10-Singles        | DE1DE | AT—AT | CH—CH | UK4UK  | US—US |
| Singles in den Charts | DE7DE | AT—AT | CH2CH | UK28UK | US1US |

|                          | DE    | AT    | CH    | UK    | US    |
| ------------------------ | ----- | ----- | ----- | ----- | ----- |
| Nummer-eins-Videoalben   | DE—DE | AT—AT | CH—CH | UK—UK | US—US |
| Top-10-Videoalben        | DE—DE | AT—AT | CH—CH | UK1UK | US—US |
| Videoalben in den Charts | DE—DE | AT—AT | CH—CH | UK3UK | US—US |

### Auszeichnungen für Musikverkäufe
| Silberne Schallplatte - Europa (Impala) - 2007: für das Album Somewhere Else - 2011: für das Album Live From Cadogan Hall - 2012: für das Album Sounds That Can’t Be Made |

Anmerkung: Auszeichnungen in Ländern aus den Charttabellen bzw. Chartboxen sind in ebendiesen zu finden.
| Land/RegionAuszeichnungen für Musikverkäufe (Land/Region, Auszeichnungen, Verkäufe, Quellen) | Silber     | Gold     | Platin     | Verkäufe  | Quellen               |
| -------------------------------------------------------------------------------------------- | ---------- | -------- | ---------- | --------- | --------------------- |
| Deutschland (BVMI)                                                                           | —          | Gold1    | Platin1    | 750.000   | musikindustrie.de     |
| Europa (Impala)                                                                              | 3× Silber3 | —        | —          | (70.000)  | Einzelnachweise       |
| Schweiz (IFPI)                                                                               | —          | Gold1    | —          | 25.000    | worldradiohistory.com |
| Vereinigtes Königreich (BPI)                                                                 | Silber1    | 4× Gold4 | 3× Platin3 | 1.500.000 | bpi.co.uk             |
| Insgesamt                                                                                    | 4× Silber4 | 6× Gold6 | 4× Platin4 |           |                       |